# Nowa Wieś (powiat myślenicki)
Nowa Wieś – wieś w Polsce, położona w województwie małopolskim, w powiecie myślenickim, w gminie Dobczyce.
W latach 1975–1998 miejscowość należała administracyjnie do województwa krakowskiego.

## Integralne części wsi
| SIMC    | Nazwa       | Rodzaj    |
| ------- | ----------- | --------- |
| 0316915 | Gaiska      | część wsi |
| 0316921 | Grabowa     | część wsi |
| 0316938 | Wielka Góra | część wsi |